# Trichosaundersia callithrix
Trichosaundersia callithrix là một loài ruồi trong họ Tachinidae.